# حرق القطط

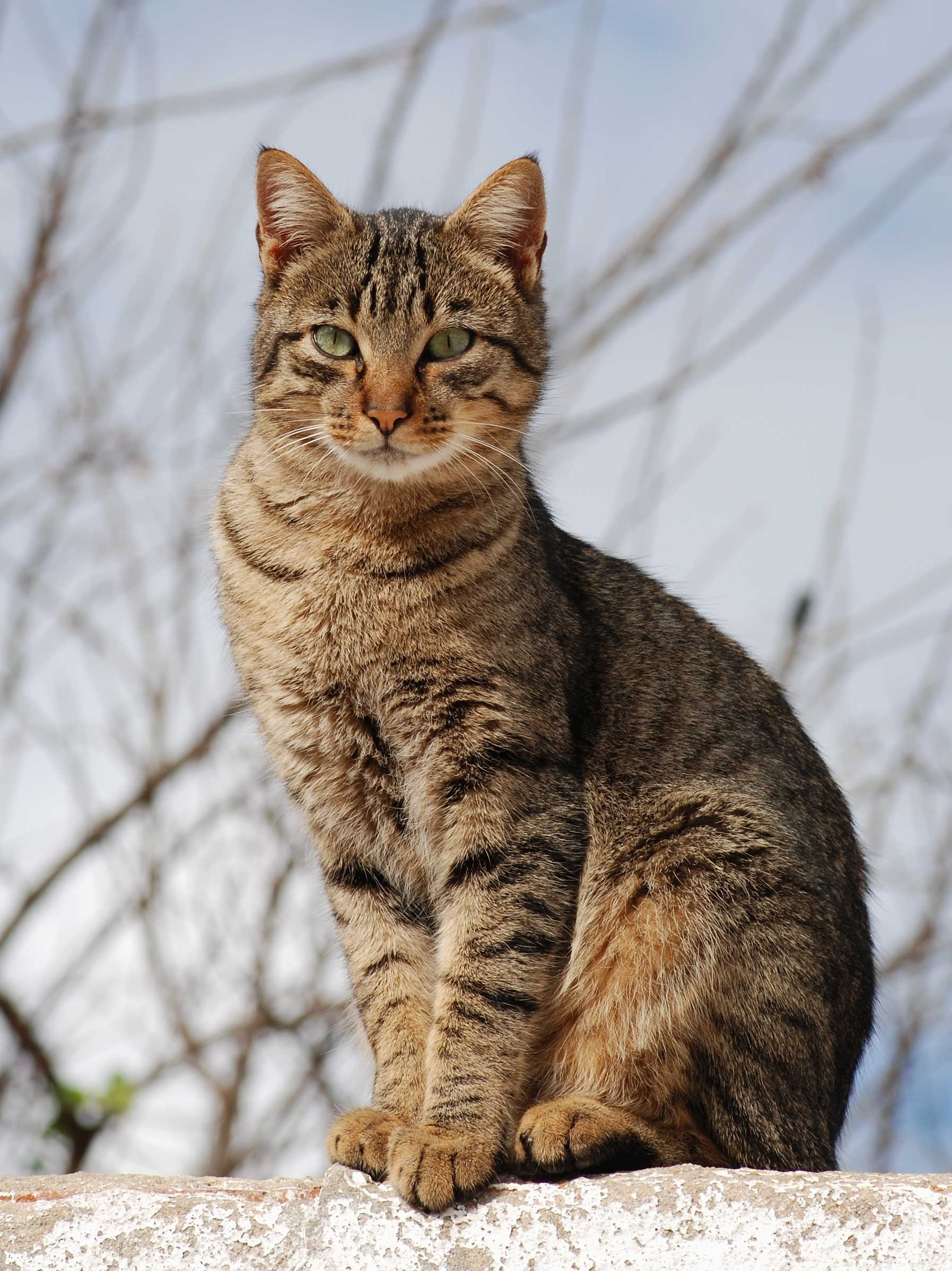

حرق القطط هو أحد أشكال السادية ضد الحيوانات. وكان أحد صوّر الترفيه في فرنسا في القرن الثامن عشر إذ يقوم الناس بوضع عدد من القطط في سلة أو وعاء ويقومون بوضعها في النار. إضافة إلى أنهم يعتقدون بأن هذه العملية تجلب الحظ السعيد.